# 高波 (1964年)
高波（1964年10月3日—），男，汉族，山东平度人，中华人民共和国政治人物。曾任全国政协副秘书长，现任中央纪委国家监委驻科学技术部纪检监察组组长，科学技术部党组成员。中国共产党第二十届中央纪律检查委员会委员。